# Jakov Estrine
Jakov (ou Iakov ou Yakov) Borisovitch  Estrine (en russe : Яков Борисович Эстрин, 21 avril 1923 à Moscou - 2 février 1987 à Moscou) est un joueur d'échecs, maître international soviétique. Journaliste échiquéen et théoricien des échecs, il fut champion du monde du jeu d'échecs par correspondance.

## Carrière
Estrine est plus connu dans le jeu par correspondance, discipline où il devint grand maître international en 1966 et remporta en 1977 le septième championnat du monde (1972–1976). En tant que journaliste, Estrine a collaboré à de nombreux magazines.
En 1946, Estrine finit deuxième du championnat de la R.S.F.S.R., derrière Isaac Boleslavski. Il obtint le titre de maître international sur l'échiquier en 1975. Son meilleur résultat à la pendule est premier à un modeste tournoi de Leipzig en 1976. En 1969, il termina 3e-4e du Championnat d'échecs de Moscou dont il avait terminé dernier l'année précédente (1968).

## Publications
Estrine est l'auteur de nombreux livres et articles de théorie des ouvertures dont il était un spécialiste. Il collabora avec Vassili Panov aux troisième et quatrième édition du cours Kours Debioutov ((ru) Курс дебютов, 6e édition, Moscou, 1980). La cinquième édition a été traduite en allemand et en anglais. Il publia en 1959 un livre sur la défense Grünfeld.
- (en) The United States Correspondence Chess Championship, Correspondence Chess League of America, 1978
- (en) Wilkes-Barre Variation, Two Knights Defense, Chess Enterprises, 1978,  (ISBN 0-931462-00-2)
- (en) Jakov Estrine, Vassili Panov, Comprehensive Chess Openings, 1980 (trois volumes)
- (en) Jakov Estrine, The Two Knights Defence, Batsford, 1983,  (ISBN 0-7134-3991-2).

Son livre sur le Gambit du Roi a été traduit en français :
- Y. B. Estrine & I. B Glazkov, Le Gambit du roi, collection Libraire Saint-Germain, Garnier, 1987.